# Nyctemera obtusa
Nyctemera obtusa är en fjärilsart som beskrevs av Walker 1856. Nyctemera obtusa ingår i släktet Nyctemera och familjen björnspinnare. Inga underarter finns listade i Catalogue of Life.